# Kanaizawa no hi

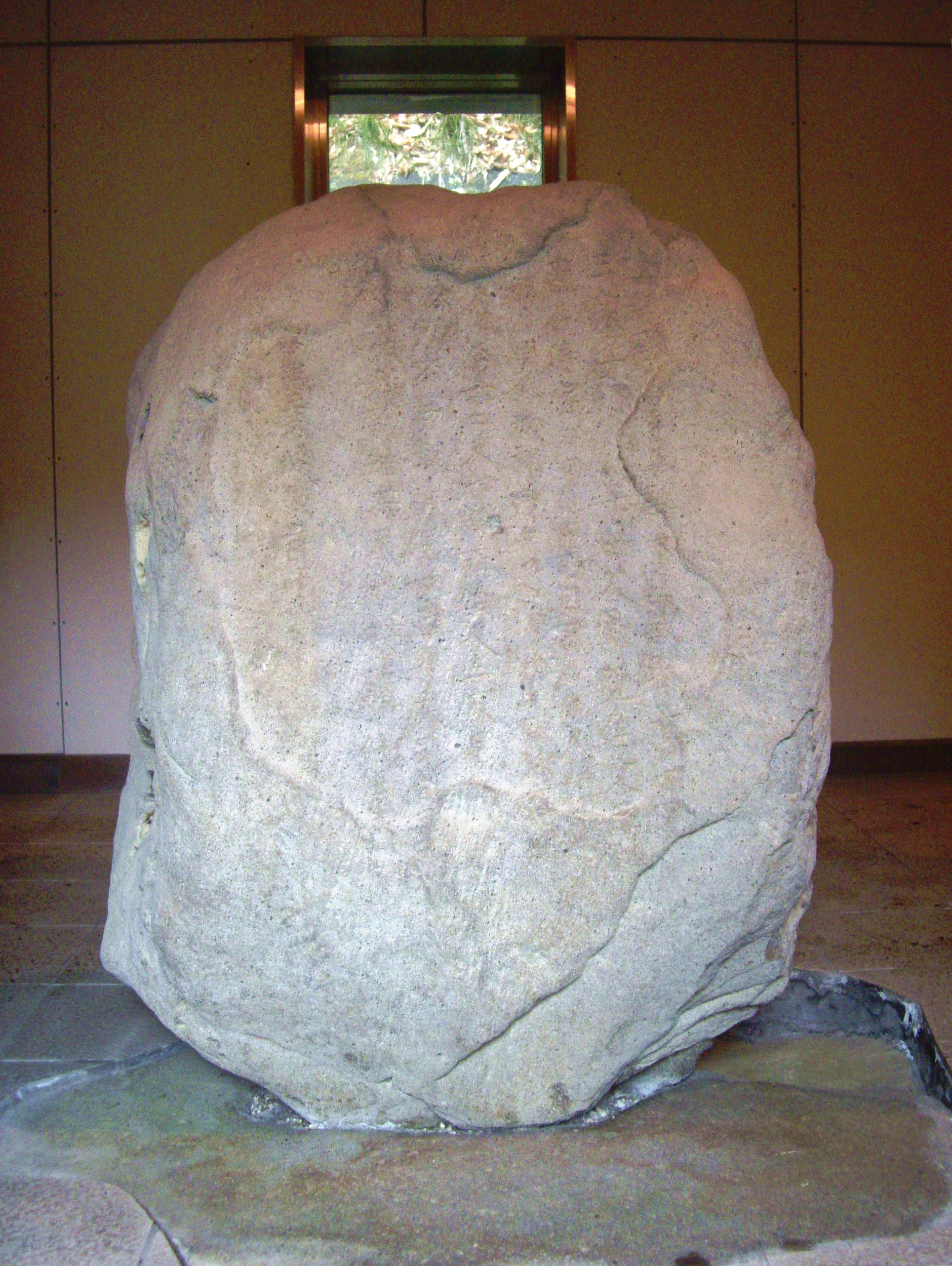
Steindenkmal zu Kanaizawa

Kanaizawa no hi (japanisch 金井沢碑 ‚Kanaizawa-Steindenkmal‘) ist ein Naturstein aus Pyroxen-Andesit mit einer Höhe von 1,09 m, einer Breite von 70 cm und einer Dicke von 65 cm. Es trägt auf der Vorderseite einen im Jahr 726 eingravierten Text im Umfang von 112 Zeichen, die in neun vertikalen Zeilen angeordnet sind. Das Steindenkmal befindet sich in Yamana (Takasaki) in der Präfektur Gunma, Japan. Es gehört mit dem Tago-Steindenkmal und dem Yamanoue-Steindenkmal zu den „drei Steindenkmäler von Kōzuke“ (上野三碑, Kōzuke sanpi). Das Steindenkmal wurde am 29. März 1954 zur besonderen historischen Stätte deklariert.

## Überblick

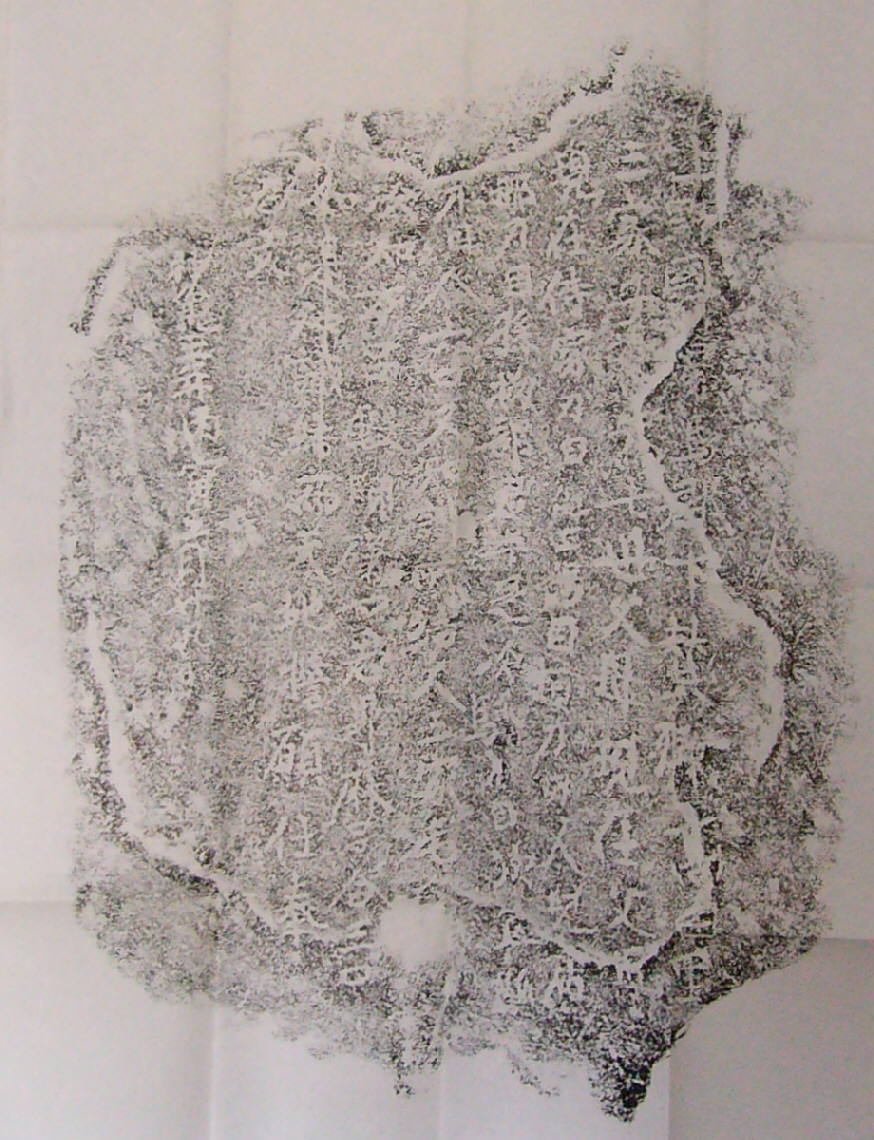
Abklatsch des Steindenkmals

Das Steindenkmal wurde in der Edo-Zeit ausgegraben; der Stein wurde zuvor an einem kleinen Bach von einer in der Nähe lebenden Bauersfamilie als Waschstein verwendet. Die Inschrift ist im Reisho-Stil eingraviert. Das Steindenkmal wurde aufgestellt von der Miyake-Familie in Erinnerung an ihre Vorfahren und um die eigene Familie zu ehren. Insgesamt werden neun Familienmitglieder namentlich genannt, darunter vier Frauen. Oberhaupt der Familie war Sanu no Miyake (佐野三家), von dem man annimmt, dass er ein Nachfahre der Familie ist, die das Yamanoue-Steindenkmal aufgestellt hat. Die Inschrift erwähnt auch zum ersten Mal den Präfekturnamen Gunma, womit er die älteste Schriftquelle für den heute noch geltenden topografischen Namen darstellt. Außerdem gibt die Inschrift Auskunft über das damals gültige politisch-administrative System (国郡郷里制, Kokugungōri-sei) und neben den Beziehungen der einflussreichen Familien in der Region auch über die beginnende Ausbreitung des Buddhismus.